# 班曼基巴扎尔
班曼基巴扎尔（Banmankhi Bazar），是印度比哈尔邦Purnia县的一个城镇。总人口25183（2001年）。

## 人口
该地2001年总人口25183人，其中男性13816人，女性11367人；0—6岁人口4529人，其中男2385人，女2144人；识字率51.98%，其中男性为60.65%，女性为41.44%。